# Претнар, Борис
Борис Пратнер (словен. Boris Pratner, родился 8 апреля 1978 в Бледе) — словенский хоккеист, игравший на позиции правого нападающего. Старший брат Клемена Претнара, также хоккеиста.

## Карьера

### Клубная
Почти всю свою карьеру провёл в клубе «Акрони Есенице» (последний сезон отыграл в австрийском клубе «ФСТ Фолькермаркт»). 13 раз становился чемпионом Словении: в 1995, 1996, 1997, 1998, 2000, 2001, 2002, 2003, 2004, 2005, 2006, 2008 и 2009 годах.

### В сборной
В сборной Словении сыграл 23 игры, набрал всего три очка за счёт трёх голевых передач. Участвовал в пяти чемпионатах мира, в том числе в высшем дивизионе в 2008 году.